# National Wrestling Alliance
National Wrestling Alliance (NWA) este o companie de wrestling deținută în prezent de Billy Corgan și operat de compania mamă Lightning One, Inc.

National Wrestling Alliance în 2024

Fondată în 1948, NWA a început ca organism de conducere pentru un grup de promoții regionale, ai căror șefi formau consiliul de administrație. Grupul a operat un sistem de teritorii care a sancționat propriile titluri, recunoscând în același timp un campion mondial unic care și-a apărat titlul pe toate teritoriile, participând în schimburi de talente și a protejat colectiv integritatea teritorială a promoțiilor membrilor. Înainte de anii 1960 a acționat ca singurul organism de conducere al wrestling-ului în Statele Unite. A rămas cel mai mare și cel mai influent organism din lupte până la mijlocul anilor 1980, moment în care majoritatea promoțiilor membre inițial au falimentat ca urmare a expansiunii naționale a World Wrestling Federation (WWF, acum WWE).
În septembrie 1993, cea mai mare companie rămasă, World Championship Wrestling (WCW), a părăsit NWA. NWA va continua ca o coaliție liberă de promovări independente, NWA: Total Nonstop Action (NWA:TNA) având exclusivitate asupra centurilor sale NWA World Heavyweight și NWA World Tag team din iunie 2002 până în mai 2007.
În august 2012, NWA și-a întrerupt calitatea de membru și a început să-și vândă brandul altor companii. În 2017 a fost achiziționată de Billy Corgan prin compania sa Lightning One, Inc. Până la sfârșitul anului 2019-2023, NWA a făcut tranziția într-o companie de sine stătătoare, singulară.
În octombrie 2023, NWA și-a restabilit sistemul de teritoriu, NWA Exodus Pro Midwest a lui Michael Hutter fiind prima promoție membră.